# アスンシオン島
アスンシオン島(アスンシオンとう、英: Asuncion Island、西: Isla Asunción)は、マリアナ諸島北から三番目の島。日本の統治時代はアッソングソン島とも呼ばれていた。

## 概要
北マリアナ諸島に属し、概略位置は北緯19度39分、東経145度23分。北西42kmにマウグ島、南南東96kmにアグリハン島がある。サイパン島からは北に約500kmの位置。島名はスペインの宣教師ディエゴ・サンビトレス(Diego Luis de Sanvitores)が、1668年に北部諸島教化のため赴いた際に名づけた。島の名は、キリスト教における｢(被)昇天｣を意味すると思われる。
ほぼ円錐状の成層火山からなる無人島で、面積は約7.4km2、標高891mはマリアナ諸島中、アグリハン島に次いで二番目に高い。最も新しい噴火は1906年であり、現在も時々白煙を噴出し、常時噴気が確認されている。北部諸島野生生物保護区域に指定されている。
ヤシ類等の植生が発達しており、島の大部分を覆っている。一部分は溶岩流のため黒色の岩が露出している。第二次世界大戦前には、日本の南洋庁から土地を借り受けた南進商事によるココヤシの栽培が行われていた。

## 交通
定期便はない。サイパン島から船またはヘリコプターのチャーターのみ。